# Deto echinata
Deto echinata là một loài chân đều trong họ Detonidae. Loài này được Guerin miêu tả khoa học năm 1836.